# Gerardo Alimane Alminaza
Mons. Gerardo Alimane Alminaza (4. srpna 1959, San Jose) je filipínský katolický duchovní a biskup San Carlos.

## Stručný životopis
Narodil se 4. srpna 1959 v San Jose. Vstoupil do Semináře Nejsvětějšího srdce v Bacolodu kde studoval filosofii. Na kněze byl vysvěcen 29. dubna 1986. Vystudoval Univerzitu Svatého Tomáše, kde získal licentiát z teologie. Je absolventem Fordhamské univerzity. Působil např. jako farní vikář ve farnosti Sv. Františka Xaverského v Kabankalan, vice-kancléř diecéze Bacolod, formátor Regionálního Semináře Svatého Josefa v Jaro Iloilo.
Dne 29. května 2008 byl jmenován pomocným biskupem arcidiecéze Jaro a titulárním biskupem Maximianským. Biskupské svěcení přijal 4. srpna téhož roku z rukou apoštolského nuncia na Filipínách arcibiskupa Edwarda Josepha Adamse a spolusvětiteli byli Angel N. Lagdameo a Vicente Macanan Navarra. Funkci pomocného biskupa vykonával do 14. září 2013, kdy byl ustanoven diecézním biskupem San Carlos.